# Пирот, Шарль
Шарль Жан Клеман Пирот (фр. Charles Jean Clément Piroth; 14 августа 1906 — 15 марта 1954) — подполковник Французского Иностранного легиона, командир артиллерии французских войск в битве при Дьенбьенфу. Взорвал себя гранатой в бункере после того, как не смог оказать артиллерийскую поддержку французским войскам, несмотря на большое количество артиллерии в его распоряжении.

## Биография

### Ранняя служба
Родился в местечке Шамплит в департаменте Верхняя Сона. Отец — Шарль Пирот-старший, пивовар; мать — Мари Матильда Богли. 30 августа 1926 года женился на Одетт Мари Майо (фр. Odette Marie Maillot). Службу проходил во Французском иностранном легионе. В 1940 году стал кавалером ордена Почётного легиона, 30 декабря 1948 года награждён орденом в звании командора. Участник Второй мировой войны и сражений Итальянской кампании. Командовал 41-м колониальным полком артиллерии.

### Командировка во Вьетнам
После завершения Второй мировой войны нёс службу в Индокитае, прибыв туда в октябре 1945 года в звании майора в составе войск под командованием Филиппа Леклерка. Службу изначально нёс как пехотинец, поскольку армии требовались пехотинцы, а не артиллеристы. Свои командирские качества проявил в битве за Тудамот, когда командовал частями в местности Тудамот, к северу от Сайгона. 17 декабря 1946 года Пирот был ранен в результате нападения вьетнамцев из засады. Ему ампутировали левую руку без анестезии, самого его отправили на лечение во Францию. Через год он вернулся в состав французских частей, однако в 1950 году уволен с командной должности решением генерала де Тассиньи.

### Дьенбьенфу
В конце 1953 года он стал командиром артиллерии Северо-Западной оперативной группы в Дьенбьенфу, которой командовал Кристиан де Кастри. В распоряжении французских войск было всего 30 средних и тяжёлых орудий, хотя в зону боевых действий французами доставили огромное количество боеприпасов. Де Кастри считал подобное использование артиллерии неразумным, однако Пирот говорил, что вьетнамцы если и смогут притащить артиллерию по холмистой местности, покрытой джунглями, то только небольшое её количество, и то его артиллерия при правильном расположении сможет контролировать ход боя и быстро уничтожит противника. Он говорил, что для разгрома вьетнамских войск у него даже больше орудий, чем необходимо, и что вьетнамцы не успеют сделать и трёх выстрелов, прежде чем их найдут и уничтожат. Своим сослуживцам он говорил, что как только вьетнамцы откроют огонь, то обнаружат себя, и артиллерия в течение пяти минут должна будет с ними расправиться.
В течение первых четырёх месяцев прогнозы Пирота оправдывались, поскольку французы держались в долине. Однако вьетнамцы воспользовались затишьем, чтобы тайно перевезти через джунгли большое количество артиллерии, разместить её на высотах и с её помощью обстреливать все позиции французов. Численное превосходство французов уже сводилось на нет, поскольку оказать огневую поддержку разбросанным частям Легиона было нереально. Битва началась с трёхдневного обстрела французских позиций артиллерией сил Вьетминя, которыми командовал генерал Во Нгуен Зяп. Французская артиллерия не могла помочь сухопутным частям защитить укреплённые позиции на холмах Габриэлль и Беатрис, которые были заняты вьетнамцами. Пирот впал в депрессию, осознав, что его артиллерия не смогла помочь защитникам.

### Смерть
15 марта 1954 года Пирот забежал в свой бункер, выдернул чеку из гранаты и приложил её к груди, совершив самоубийство, чтобы избежать позора. Он был тайно захоронен в бункере, но спустя несколько дней неизвестные источники распространили новость о гибели подполковника. Преемником командира стал подполковник Ги Вельян, который прибыл 20 марта 1954 года на самолёте санитарной службы — одном из немногих успешно приземлившихся во время сражения.